# 神田昭一
神田 昭一（かんだ しょういち、1978年1月30日 - ）は、日本の気象予報士、防災士。北海道出身。A型。北海道札幌東高等学校卒業、弘前大学理学部地球科学科卒業。剣道四段。

## 経歴
弘前大学在学中に気象予報士の試験に合格。卒業後、横浜の気象会社に入り、勤務する。その後、地元の北海道に戻り、北海道警察の警察官となり、すすきの交番で勤務していた。現在は北海道テレビ放送『イチオシ!!』で天気予報コーナーを担当している。
既婚者で、娘がいる。

## 現在の担当番組
- イチオシ!!（北海道テレビ） 天気予報コーナー月曜～木曜日担当。
- HTBニュース（北海道テレビ） 平日昼の天気予報コーナー担当（不定期）。

## 過去の担当番組
- おはよう天気HTB（北海道テレビ）
- 朝情報 おはよう!遠藤商店（北海道テレビ）